# Leucula sigillata
Leucula sigillata är en fjärilsart som beskrevs av Walker 1862. Leucula sigillata ingår i släktet Leucula och familjen mätare. Inga underarter finns listade i Catalogue of Life.